# Marin Ireland
Marin Ireland és una actriu estatunidenca. Coneguda pel seu treball en teatre i pel·lícules independents, The New York Times va considerar Ireland "una de les grans reines del drama de l'escenari de Nova York". Ha rebut nominacions per a dos Premi Independent Spirit i un Premi Tony.
Després d'una sèrie de papers menors a la franquícia Law & Order (2003–2008), Ireland va guanyar elogis per protagonitzar l'obra de teatre de Neil LaBute Reasons to Be Pretty (2008), i va ser nominat al Premi Tony a la millor actriu destacada en una obra de teatre. Després d'aparèixer a les pel·lícules La boda de la Rachel (2008) i The Understudy (2008), el seu paper protagonista a Glass Chin (2014) li va valer una nominació al Independent Spirit a la millor actriu secundària. Va interpretar a Julia Bowman a la sèrie d'Amazon Studios Sneaky Pete (2015–2019).
Els altres papers cinematogràfics d'Ireland inclouen les aclamades produccions The Family Fang (2015), Comancheria (2016), Piercing (2018), La (des)educació de Cameron Post (2018) i The Irishman (2019). També ha interpretat a Sissy a la sèrie de Netflix The Umbrella Academy (2020-present) i Nora Brady a la sèrie d'Hulu Y: The Last Man (2021). El seu paper principal a la pel·lícula de terror The Dark and the Wicked (2020) va merèixer elogis.

## Primers anys
Ireland va néixer i créixer a Camarillo, Califòrnia. Va estudiar a la Idyllwild Arts Foundation a Idyllwild-Pine Cove i va obtenir un Bachelor of Fines Arts de la The Hartt School, el conservatori d'arts escèniques  a la Universitat de Hartford a West Hartford, Connecticut.

## Carrera
Ireland va fer el seu debut a l'Off-Broadway a Nocturne (2001), una obra escrita per Adam Rapp, que es va presentar al New York Theatre Workshop. També va aparèixer a l'obra durant la presentació a l'American Repertory Theatre New Stages al Hasty Pudding Theatre, Cambridge (Massachusetts) l'octubre de 2000. El seu altre treball off-Broadway va ser Far Away (2002) de Caryl Churchill al New York Theatre Workshop. Va interpretar a la protoganista de Sabina (2005) de Willy Holtzman al Primary Stages.

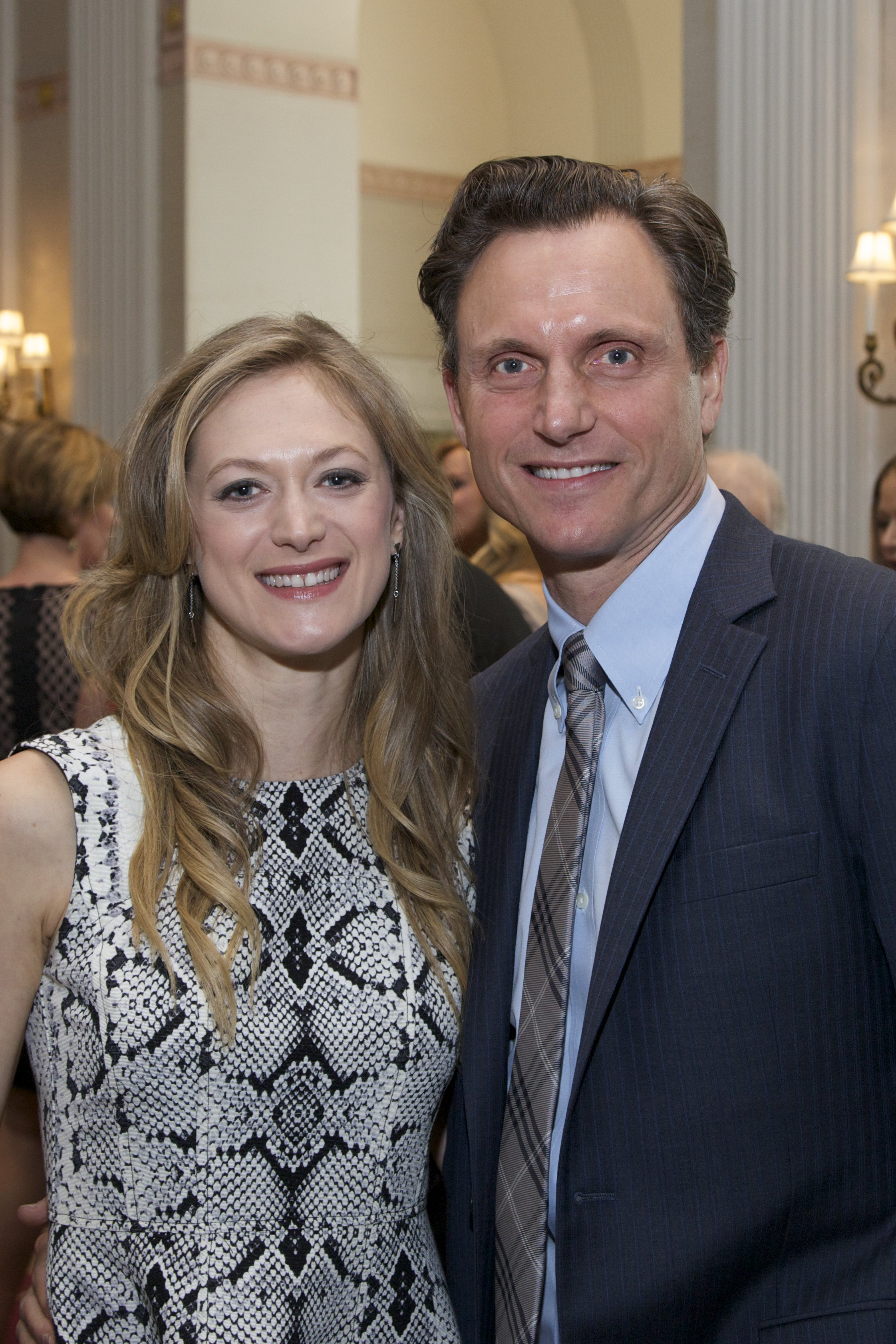
Ireland (esquerra) i Tony Goldwyn (dreta) als Premis Peabody de 2014

Ireland va aparèixer a l'adaptació escènica del 2008 de The Beebo Brinker Chronicles, una sèrie de novel·les de lesbian pulp fiction d'Ann Bannon. Va fer el seu debut al teatre de Broadway a Reasons to Be Pretty (2009). Per aquesta actuació, va rebre una nominació al Premis Tony al Millor actriu destacada a una obra de teatre, i va guanyar el Theatre World Award. Després va aparèixer a After Miss Julie en una presentació de la Roundabout Theatre Company d'una producció de Donmar Warehouse a l'American Airlines Theatre de setembre a desembre de 2009. Ireland va estrenar amb el New Group A Lie of the Mind el febrer i març de 2010.
Els primers papers cinematogràfics d'Irlanda són el drama La boda de la Rachel (2008) i la comèdia The Understudy (2008). El 2012 va interpretar el paper principal femení a la pel·lícula de debut de Matt Ross 28 Hotel Rooms. Per interpretar a Ellen Doyle a Glass Chin (2014), va obtenir una nominació al Independent Spirit a la millor actriu secundària. El novembre de 2012, va protagonitzar el paper principal de Marie Antoinette a l'estrena mundial al Yale Repertory Theatre. Va protagonitzar la producció del Lincoln Center Theatre de Kill Floor d'Abe Koogler el 2015. També ha aparegut a les pel·lícules The Family Fang (2015), Comancheria (2016), Piercing (2018), La (des)educació de Cameron Post (2018), i The Irishman (2019).
El 2012, mentre treballava en una producció de Wooster Group de Troilos i Crèssida a Londres, Ireland va estar vinculada romànticament amb el seu coprotagonista Scott Shepherd. Durant aquest període, la parella va es barallava físicament a casa, i Ireland va aparèixer una vegada als assajos amb l'ull morat. Ireland va deixar la producció i ha acusat la companyia de pressionar-la injustament sobre ella perquè ho fes.
Ireland ha guanyat protagonisme a la indústria de la televisió, sobretot pels seus papers com a Julia a la sèrie d'Amazon Sneaky Pete (2015–2019), Sissy a la sèrie de Netflix The Umbrella Academy (2020-present) i Nora Brady a la sèrie post-apocalíptica de Hulu Y: The Last Man (2021). El seu paper principal a la pel·lícula de terror The Dark and the Wicked (2020) li va valer una mensió especial a la millor actriu al Festival de Sitges.
Ireland ha narrat diversos audiollibres, inclosos els més venuts de Frederik Backman, Anthony Doerr i Amor Towles. Va ser guardonada amb un Premi Audie a la millor narradora femenina el 2020 per la seva gravació de Nothing to See Here de Kevin Wilson.

## Filmografia

### Cinema
| Any  | Títol                             | Paper                     | Notes           |
| ---- | --------------------------------- | ------------------------- | --------------- |
| 2004 | The Manchurian Candidate          | Transcriptor de l'exèrcit |                 |
| 2007 | Suburban Girl                     | Katie                     |                 |
| 2007 | Mercy                             | Joyce                     | Curtmetratge    |
| 2007 | Sóc llegenda                      | Dona avacuada             |                 |
| 2008 | The Understudy                    | Rebecca                   |                 |
| 2008 | La boda de la Rachel              | Angela Paylin             |                 |
| 2008 | The Loss of a Teardrop Diamond    | Esmeralda                 |                 |
| 2008 | If You Could Say It in Words      | Sadie Mitchell            |                 |
| 2008 | Revolutionary Road                | Convidada a la festa      |                 |
| 2009 | Brief Interviews with Hideous Men | Samantha                  |                 |
| 2010 | Megafauna                         | Anna                      | Curtmetratge    |
| 2012 | 28 Hotel Rooms                    | Dona                      |                 |
| 2012 | Future Weather                    | Tanya                     |                 |
| 2012 | Allison                           | Allison                   | Curtmetratge    |
| 2012 | Si vols de debò...                | Molly                     |                 |
| 2012 | The Letter                        | Anita                     |                 |
| 2012 | Stars in Shorts                   | Esposa                    | Film: "Sexting" |
| 2012 | Sparrows Dance                    | Dona a l'apartment        |                 |
| 2013 | Side Effects                      | Upset Visitor             |                 |
| 2013 | Bottled Up                        | Sylvie                    |                 |
| 2014 | Glass Chin                        | Ellen Doyle               |                 |
| 2014 | Take Care                         | Laila                     |                 |
| 2014 | Kill Me                           | Lucy                      | Curtmetratge    |
| 2015 | The Family Fang                   | Suzanne Crosby            |                 |
| 2015 | Ce sentiment de l'été             | Nina                      |                 |
| 2016 | Comancheria                       | Debbie Howard             |                 |
| 2016 | In the Radiant City               | Laura Yurley              |                 |
| 2017 | The Strange Ones                  | Crystal                   |                 |
| 2017 | Aardvark                          | Jenny                     |                 |
| 2017 | Sollers Point                     | Kate                      |                 |
| 2017 | Some Freaks                       | Georgia                   |                 |
| 2018 | Piercing                          | Reed's mother             |                 |
| 2018 | La (des)educació de Cameron Post  | Bethany                   |                 |
| 2019 | Light from Light                  | Shelia                    |                 |
| 2019 | The Irishman                      | Dolores Sheeran           |                 |
| 2020 | The Dark and the Wicked           | Louise                    |                 |
| 2020 | The Empty Man                     | Nora Quail                |                 |
| 2023 | Eileen                            | Anne Polk                 |                 |
| 2023 | Birth/Rebirth                     | Dr. Rose Casper           |                 |
| 2023 | The Boogeyman                     | Rita Billings             |                 |
| 2023 | Somewhere Quiet                   | Madelin Whitman           |                 |
| TBA  | Materalists                       | TBA                       | Post-producció  |

### Televisió
| Any       | Títol                             | Paper              | Notes                                                                |
| --------- | --------------------------------- | ------------------ | -------------------------------------------------------------------- |
| 2003      | Law & Order: Criminal Intent      | Anais Hutchinson   | Episodi: "Zoonotic"                                                  |
| 2006      | Law & Order: Criminal Intent      | Laura Booth        | Episodi: "Dramma Giocoso"                                            |
| 2006      | Law & Order: Special Victims Unit | Gina Maylor        | Episodi: "Confrontation"                                             |
| 2008      | Law & Order                       | Mila Hames Lingard | Episodi: "Called Home"                                               |
| 2011      | Mildred Pierce                    | Letty              | Recurring role; 5 episodis                                           |
| 2011      | The Good Wife                     | Marjorie Garnett   | Episodi: "In Sickness"                                               |
| 2011      | A Gifted Man                      | Elena              | Episodis: "Pilot", "In Case of Discomfort", "In Case of Exposure"    |
| 2011      | Prime Suspect                     | Jodi Barrett       | Episodi: "Gone to Pieces"                                            |
| 2011–2012 | Homeland                          | Aileen Morgan      | Recurring role; 5 episodis                                           |
| 2012      | Unforgettable                     | Sarah Green        | Episodi: "Heartbreak"                                                |
| 2012      | Boss                              | Claire Mann        | Episodis: "The Conversation", "Consequence", "Clinch", "True Enough" |
| 2012–2014 | The Killing                       | Liz Holder         | Episodi: "Off the Reservation" & "The Good Soldier"                  |
| 2013      | The Following                     | Amanda             | Episodi: "Love Hurts"                                                |
| 2014      | The Divide                        | Christine Rosa     | Recurring role; 8 episodis                                           |
| 2014      | Masters of Sex                    | Pauline Masters    | 3 episodis                                                           |
| 2014      | Madam Secretary                   | Gina Fisher        | Episodi: "The Operative"                                             |
| 2015      | The Slap                          | Sandi Apostolou    | 8 episodis                                                           |
| 2015      | Girls                             | Logan              | 3 episodis                                                           |
| 2015      | Law & Order: Special Victims Unit | Bella Carisi       | Episodi: "Parole Violations"                                         |
| 2015      | Elementary                        | Alta Von See       | Episodi: "Evidence of Things Not Seen"                               |
| 2015–2019 | Sneaky Pete                       | Julia Bowman       | Main role                                                            |
| 2017      | Flint                             | Melissa Mays       | Telefilm                                                             |
| 2018      | Bull                              | Maya Whitbeck      | Episodi: "Survival Instincts"                                        |
| 2020      | The Good Doctor                   | Vera               | Episodis: "Hurt", "I Love You"                                       |
| 2020–2022 | The Umbrella Academy              | Sissy Cooper       | 11 episodis                                                          |
| 2021      | Y: The Last Man                   | Nora Brady         | Main role                                                            |
| 2022      | Gaslit                            | Judy Hoback        | 2 episodis                                                           |
| 2023      | Justified: City Primeval          | Maureen Downey     | 8 episodis                                                           |
| 2024      | Feud: Capote vs. The Swans        | Katharine Graham   | Episodi: "Masquerade 1966"                                           |
| 2025      | Dope Thief                        | Kristy Lynne       | Pròxima minisèrie d'Apple TV+                                        |

### Teatre
| Any  | Títol                        | Paper            | Autor                            | Lloc d'estrena                                                | Ref.          |
| ---- | ---------------------------- | ---------------- | -------------------------------- | ------------------------------------------------------------- | ------------- |
| 2000 | Nocturne                     | Candice Brown    | Adam Rapp                        | Hasty Pudding Theatre, (Cambridge, Massachusetts)             | [ 22 ]        |
| 2001 | Nocturne                     | Candice Brown    | Adam Rapp                        | New York Theatre Workshop (ciutat de Nova York)               | [ 23 ]        |
| 2002 | Far Away                     | Joan             | Caryl Churchill                  | New York Theatre Workshop (ciutat de Nova York)               | [ 24 ]        |
| 2005 | Sabina                       | Sabina           | Willy Holtzman                   | Primary Stages (ciutat de Nova York)                          | [ 25 ]        |
| 2008 | The Beebo Brinker Chronicles | Laura Chapman    | Kate Moira Ryan Linda S. Chapman | Fourth Street Theater (ciutat de Nova York)                   | [ 26 ]        |
| 2008 | Blasted                      | Cate             | Sarah Kane                       | Soho Rep (ciutat de Nova York)                                | [ 27 ] [ 28 ] |
| 2009 | Reasons to Be Pretty         | Steph            | Neil LaBute                      | Lyceum Theatre (ciutat de Nova York)                          | [ 29 ]        |
| 2009 | After Miss Julie             | Christine        | Patrick Marber                   | American Airlines Theatre (ciutat de Nova York)               | [ 30 ]        |
| 2010 | A Lie of the Mind            | Beth             | Sam Shepard                      | Acorn Theatre (ciutat de Nova York)                           | [ 31 ]        |
| 2011 | Three Sisters                | Natasha          | Anton Txèkhov                    | Classic Stage Company (ciutat de Nova York)                   | [ 32 ]        |
| 2011 | Margaret and Craig           | Margaret Gibson  | David Solomon                    | Powerhouse Theater (ciutat de Nova York)                      | [ 33 ]        |
| 2011 | Maple and Vine               | Katha            | Jordan Harrison                  | Playwrights Horizons (ciutat de Nova York)                    | [ 34 ]        |
| 2012 | Marie Antoinette             | Marie Antoinette | David Adjmi                      | Yale Repertory Theatre (New Haven, Connecticut)               | [ 35 ]        |
| 2012 | Troilos i Crèssida           | Crèssida         | William Shakespeare              | Swan Theatre (Stratford-upon-Avon, UK)                        | [ 36 ]        |
| 2013 | The Big Knife                | Marion           | Clifford Odets                   | American Airlines Theatre (ciutat de Nova York)               | [ 37 ]        |
| 2013 | Marie Antoinette             | Marie Antoinette | David Adjmi                      | Soho Rep (ciutat de Nova York)                                | [ 38 ]        |
| 2015 | Kill Floor                   | Andy             | Abe Koogler                      | Claire Tow Theater, Lincoln Center (ciutat de Nova York)      | [ 39 ]        |
| 2016 | Ironbound                    | Darja            | Martyna Majok                    | Rattlestick Playwrights Theater (ciutat de Nova York)         | [ 40 ]        |
| 2017 | On the Exhale                | Dona             | Martín Zimmerman                 | Black Box Theater (ciutat de Nova York)                       | [ 41 ]        |
| 2018 | Summer and Smoke             | Alma Winemiller  | Tennessee Williams               | Classic Stage Company / Transport Group (ciutat de Nova York) | [ 1 ]         |
| 2018 | Blue Ridge                   | Alison           | Abby Rosebrock                   | Atlantic Theater Company                                      | [ 42 ]        |
| 2019 | Happy Talk                   | Ljuba            | Jesse Eisenberg                  | The New Group                                                 | [ 43 ]        |
| 2023 | Spain                        | Helen            | Jen Silverman                    | Second Stage / Tony Kiser Theater (ciutat de Nova York)       | [ 44 ]        |

## Reconeixements
| Any  | Associació                                        | Categoria                                                | Treball                     | Resultat        | Ref.   |
| ---- | ------------------------------------------------- | -------------------------------------------------------- | --------------------------- | --------------- | ------ |
| 2008 | Premis Tony                                       | Millor actriu destacada en una obra de teatre            | Reasons to Be Pretty        | Nominat         | [ 45 ] |
| 2008 | Theatre World Award                               |                                                          | Reasons to Be Pretty        | Guanyador       |        |
| 2015 | Premis Independent Spirit                         | Millor actriu secundària                                 | Glass Chin                  | Nominat         | [ 46 ] |
| 2020 | Premis Audie                                      | Millor narradora femenina                                | Nothing to See Here         | Guanyador       |        |
| 2020 | Premis del Cercle de Crítics de Cinema de Florida | Premi Pauline Kael                                       | The Dark and the Wicked     | Nominat         |        |
| 2020 | Festival de Sitges                                | Premi a la millor actriu                                 | The Dark and the Wicked     | menció especial | [ 47 ] |
| 2021 | Fangoria Chainsaw Awards                          | Millor actriu                                            | The Dark and the Wicked     | Nominat         |        |
| 2023 | Premis Audie                                      | Premi Audie a l'audiollibre de l'any                     | Remarkably Bright Creatures | Nominat         | [ 48 ] |
| 2023 | Premis Independent Spirit                         | Independent Spirit Award a la millor actuació secundària | Eileen                      | Nominat         |        |